# Мошкічирі
Мошкічирі — традиційна таджицька каша з моша та рису. Традиційно готують цю страву на півночі Таджикистану. Зазвичай варять кашу мошкічирі упереміш із зернобобових та рису.

## Інгредієнти та приготування
Головним компонентом страви є рослина мош, яка представляє собою зернову культуру зеленого кольору з Індії, де її ще називають мунг.
Щоб приготувати мошкічирі  обсмажують м'ясо (баранину або яловичину), додають цибулю та моркву, потім кладуть в казан перебраний та помитий мош та варять на маленькому вогні, поки шкірка моша не полопається та не розвариться. Додають рис та варять кашу до готовності, додають прянощі. Подають на стіл спочатку насипавши кашу на тарілку, а потім заливають її підливою – завчасно обсмажені на рослинній олії кільця цибулі.